# St.-Marcus-Kirche (Marx)

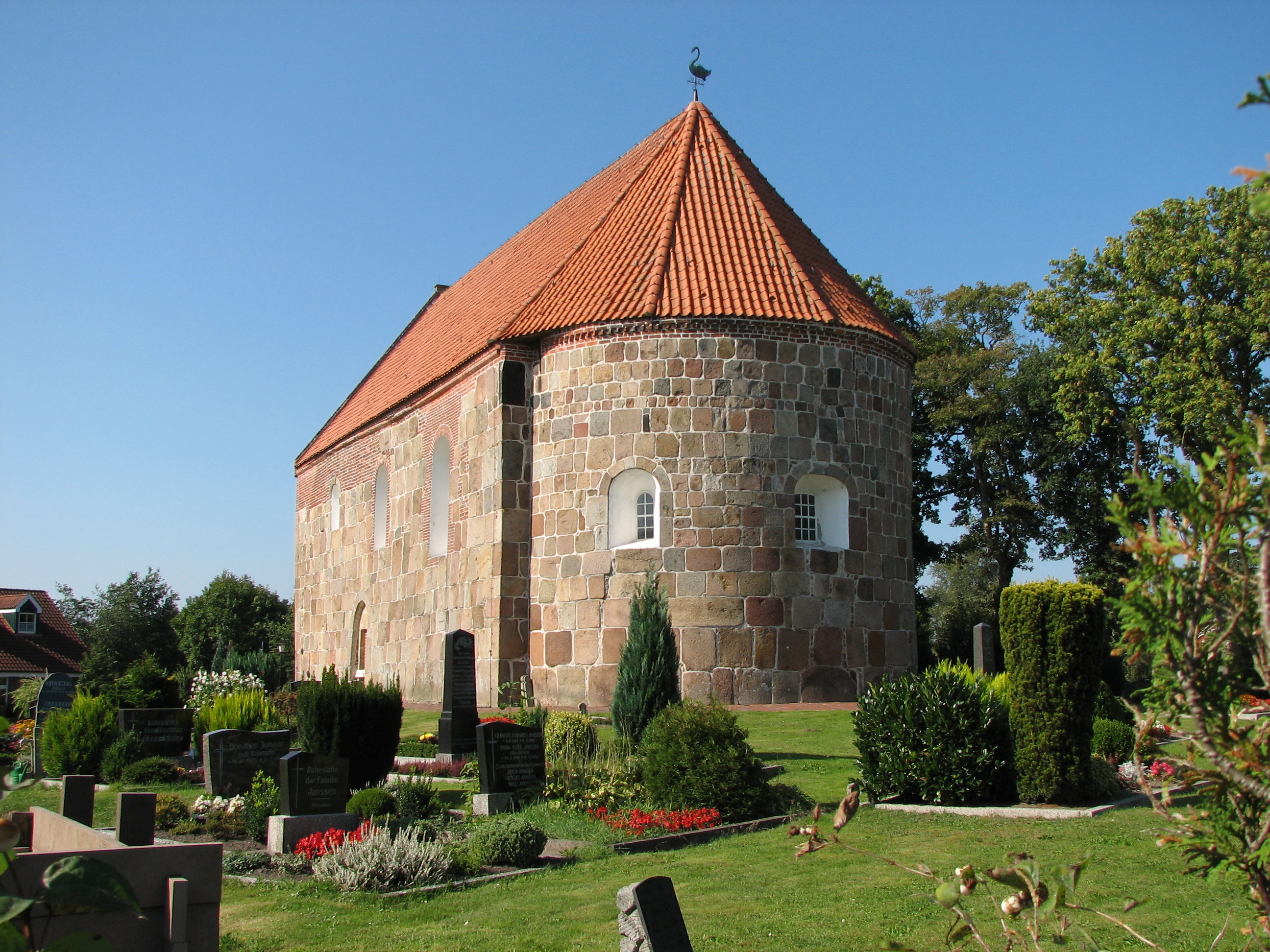
St.-Marcus-Kirche in Marx

Die St.-Marcus-Kirche ist eine evangelische Kirche, die Ende des 12. Jahrhunderts im ostfriesischen Marx erbaut wurde. Sie ist neben den Gotteshäusern von Asel, Buttforde und Middels-Osterloog eine von nur vier erhaltenen Granitquaderkirchen Ostfrieslands. Die Kirche ist als Baudenkmal ausgewiesen.

## Geschichte
Die St.-Marcus-Kirche gilt als die älteste Steinkirche der Gemeinde Friedeburg. Der Ortsname Marx ist vermutlich von St. Marcus abgeleitet. Errichtet wurde die Kirche am Ende des 12. Jahrhunderts. Als Baumaterial nutzten die Dorfbewohner die von den Eiszeiten auf der Geest in Form von großen, abgerundeten Blöcken abgelagerten Findlinge aus Granitstein. Da diese in der Region nur spärlich vorhanden sind, wurde das Baumaterial äußerst sparsam eingesetzt. Zu einer neuen Verwendung kamen dabei auch Steine von Megalithgräbern. In Etzel befinden sich diese in der Nordwand.
Die Monumentalität der Bauten ist nur vorgetäuscht. Die Granitsteine wurden für den Kirchbau gespalten. Die dadurch entstandene gerade Fläche diente als Schauseite und zeigt nach außen. Während der Rand ringsherum begradigt wurde, sind die Innenseiten gänzlich unbearbeitet. Die Steine ruhen auf den relativ schmalen Rändern. Im Kirchenschiff wurde zudem eine Innenwand aus Backsteinen aufgemauert. Zwischen den beiden Mauern befindet sich ein Mörtel aus Steinabfällen und Muschelkalk. Das so entstandene Bauwerk war äußerst instabil. Mehrfach musste es durch Maueranker gesichert werden. Nach der Reformation wurden die Portale in der Nord- und Südwand zugemauert, der Fußboden erhöht sowie die Südfenster vergrößert, um mehr Licht in das Gebäudeinnere zu lassen. Heute wird das Gebäude durch ein Portal in der 1841 größtenteils mit Backsteinen neu errichteten Westwand betreten. In den Jahren 1957/1958 wurde der Fußboden um weitere 40 Zentimeter erhöht.

## Baubeschreibung

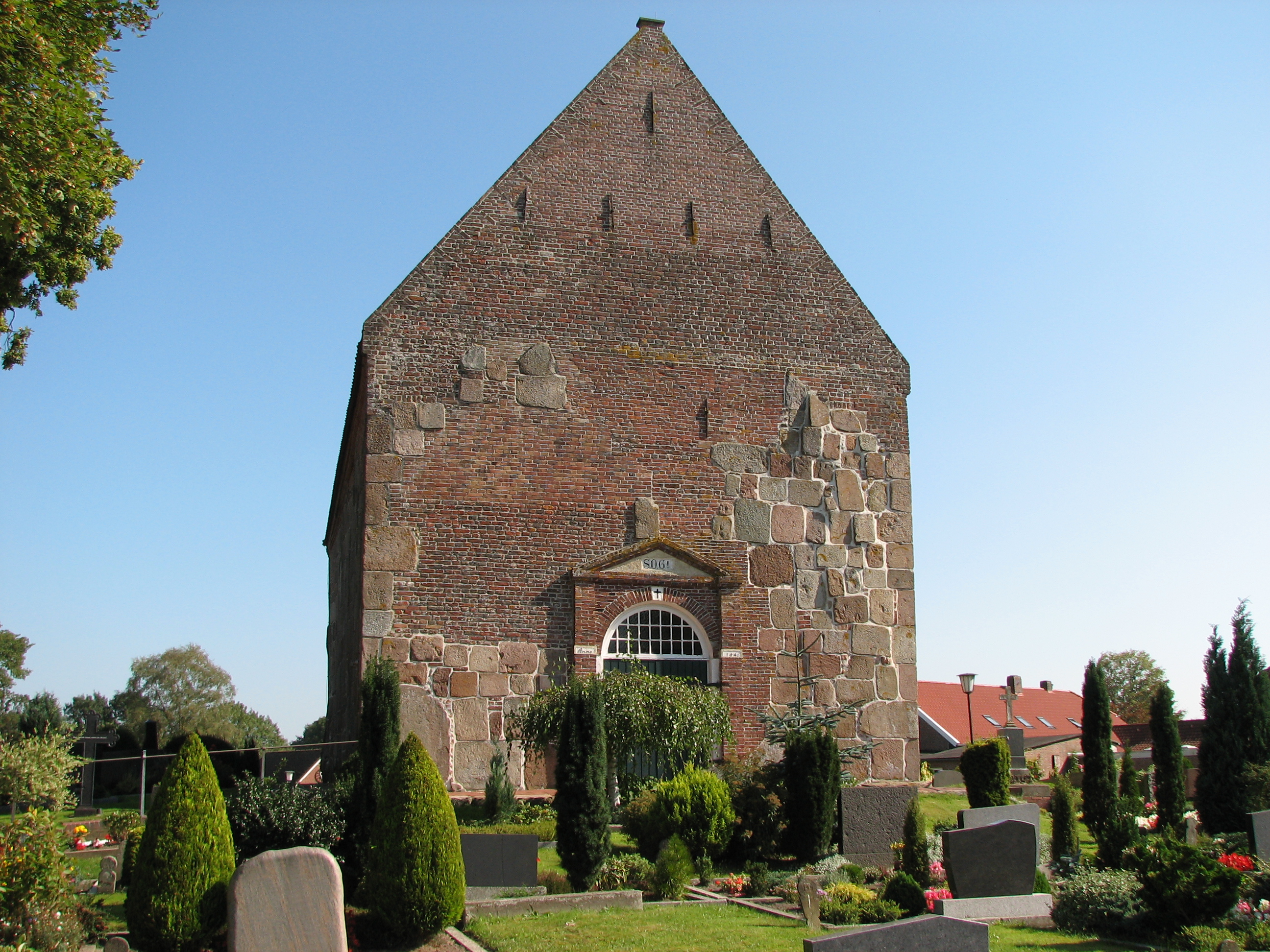
St.-Marcus-Kirche, Eingang

Die St.-Marcus-Kirche ist eine Rechteckeinraumkirche mit halbrunder Apsis, die im Stil der Romanik erbaut wurde. Als überwiegende Baumaterialien fanden mehr als sechs Sorten Granitquader Verwendung, deren Ursprung dem Eiszeitalter zuzurechnen ist. Die Innenarchitektur ist typisch für die mittelalterlichen Kirchen Ostfrieslands. Der Innenraum ist mit einer flachen Balkendecke versehen. Die Wände sind weiß getüncht. In die Mauer der Nordwand der Apsis und des Chores sind Sakramentsnischen eingelassen. Sie sind mit breiten bandartigen Streifen von roter Farbe umrahmt und mit einem Kreuz bekrönt. Von der ursprünglichen Ausmalung der Kirche zeugen zudem zwölf Weihekreuze, die an den Wänden erhalten blieben. Sie sollen auf die Jünger Jesu hinweisen. In der Nordwand befinden sich noch die romanischen Fenster, während die Fenster in der Südseite nachträglich vergrößert wurden. Über dem an der Westseite entstandenen neuen Portal befinden sich die Buchstaben S.D.G. für Soli Deo Gloria, lateinisch für „Allein Gott gebührt die Ehre“. 
Der Glockenturm ist wesentlich jünger als die Kirche. Er wurde 1660 erbaut und ruht auf einem Fundament von Findlingen. Das aufgehende Mauerwerk besteht aus Backsteinen. Wegen des instabilen Baugrundes hat sich der Turm im Laufe der Jahrhunderte stark geneigt. Er wurde 1990 renoviert, hat dabei aber seine Schieflage behalten.

## Ausstattung

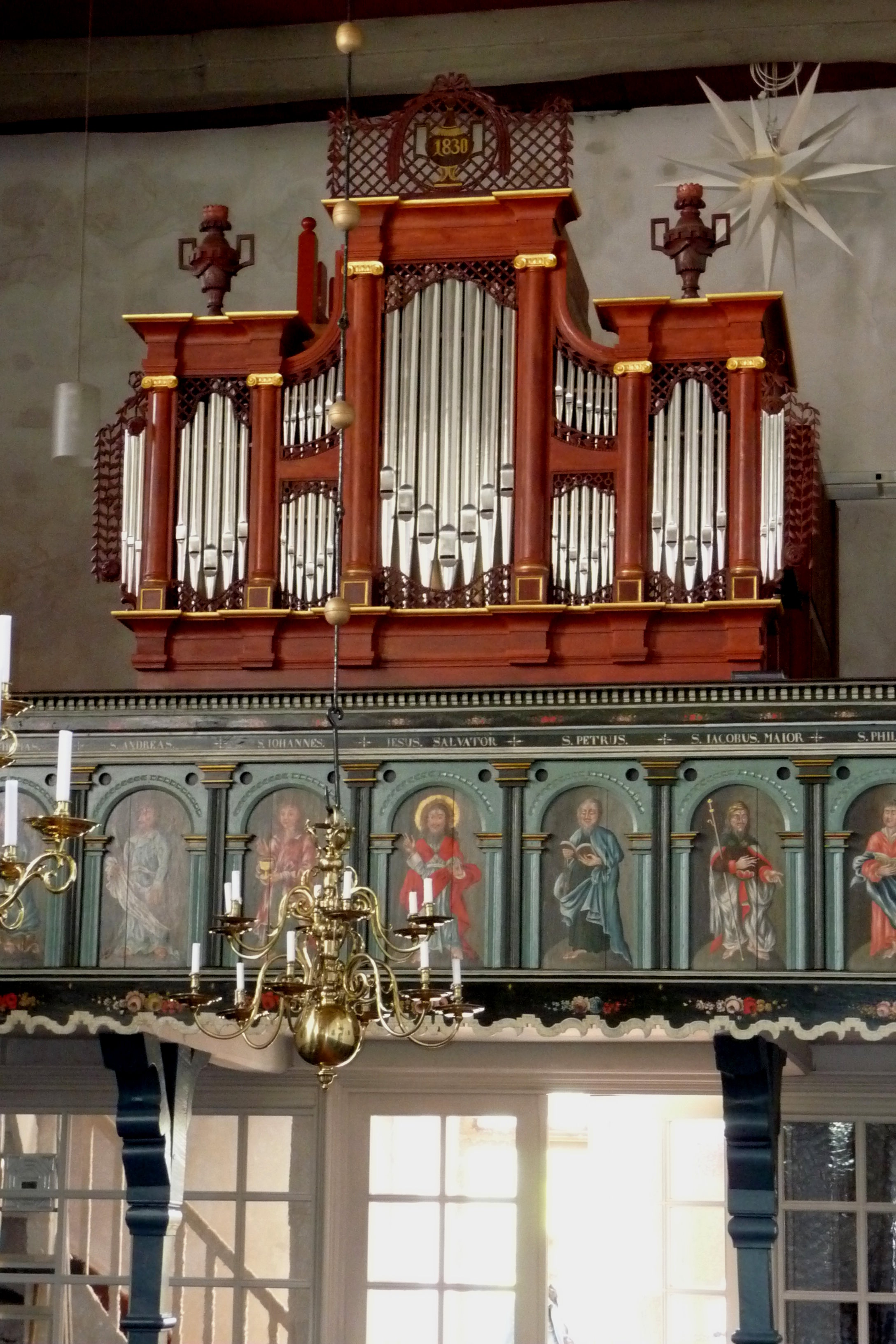
Rohlfs-Orgel von 1823

Ältester Ausstattungsgegenstand ist  der romanische, aus Granit gehauene Weihwasserkessel. Er wird auf die erste Hälfte des 13. Jahrhunderts datiert. Die Empore ließ Pastor Martin Eschershausen 1711 einbauen. Im Jahre 1797 wurde ihre Brüstung von dem Friedeburger Maler P. L. Bergner mit Bildnissen der zwölf Apostel bemalt.
Im Grabkeller unter dem vorderen Raum des Chores sind Mitglieder der Familie von Capelle beigesetzt. Ursprünglich war der Eingang mit einem großen schweren Stein bedeckt. Dieser wurde 1957/1958 an der Südseite der Kirche aufgestellt. Außerdem erinnern Wappen, Spieß, Degen und Steigbügel, die dem Grabstein gegenüber an der Nordseite angebracht sind, an den Drosten zu Capelle.
Altar und die Kanzel wurden von Johann Renken Schmidt gestiftet. Der Taufständer aus Holz in Pokalform ist ein Werk des Jahres 1695. Er ist farbig ausgestaltet und mit einer goldenen Inschrift versehen. Die Kirchengemeinde erhielt ihn als Vermächtnis des „Kirchverwalters und Fendrich der Stadt Aurich“. An den Wänden befinden sich drei Gemälde, auf denen Martin Luther, Philipp Melanchthon sowie eine Abendmahlsszene aus dem Johannesevangelium dargestellt sind.
Der Kronleuchter über der Taufe stammt aus dem Jahre 1654 und wurde von Ortgiese Ziersen Klenke gefertigt. Die anderen Leuchter wurden im Jahre 1883 gefertigt.
Die Orgel wurde 1820 bis 1823 von Johann Gottfried Rohlfs aus Esens ursprünglich über dem Altar in der Apsis geschaffen. Eigens dafür wurde eine Empore gebaut und die dort vorhandenen Fenster zugemauert. Bei der Kirchenrenovierung 1957/1958 wurde sie auf die Westempore gestellt. Im Zuge dieser Arbeiten wurde die Orgel umgebaut und die ursprünglich seitenspielige Anlage durch einen vorderspieligen Spieltisch einschließlich Registeranlage und Balganlage ersetzt. 2002 wurde die Orgel anlässlich der Restaurierung in den Originalzustand versetzt.
In der Kirche erinnert eine Holztafel an 37 Gefallene und Vermisste des Ersten Weltkriegs. Ein gerahmtes Blatt erinnert mit Namen und Fotografien an die 218 Gefallenen und Vermissten des Zweiten Weltkriegs.
Die noch vorhandenen Kirchenbücher wurden 1722 begonnen. Die älteren wurden bei einem Brand im Jahre 1716 vernichtet.
Der Kirchhof wird noch als Begräbnisstätte genutzt. Zur Kirchengemeinde Marx gehören etwa 1100 Seelen.